# Srite Glacier
Srite Glacier är en glaciär i Antarktis. Den ligger i Västantarktis. Argentina, Chile och Storbritannien gör anspråk på området. Srite Glacier ligger 939 meter över havet.
Terrängen runt Srite Glacier är huvudsakligen platt, men österut är den kuperad. Srite Glacier ligger uppe på en höjd. Trakten är obefolkad. Det finns inga samhällen i närheten.